# Mazurkowo (Srokowo)
Mazurkowo (deutsch Masurhöfchen) ist ein Ort in der polnischen Woiwodschaft Ermland-Masuren und gehört zur Gmina Srokowo (Drengfurth) im Powiat Kętrzyński (Kreis Rastenburg).

## Geographische Lage
Mazurkowo liegt am Westufer des Nordenburger Sees (polnisch Jezioro Oświn) in der nördlichen Mitte der Woiwodschaft Ermland-Masuren, 18 Kilometer südöstlich der einstigen Kreisstadt Gerdauen (heute russisch Schelesnodoroschny) bzw. 21 Kilometer nordöstlich der heutigen Kreismetropole Kętrzyn (deutsch Rastenburg).

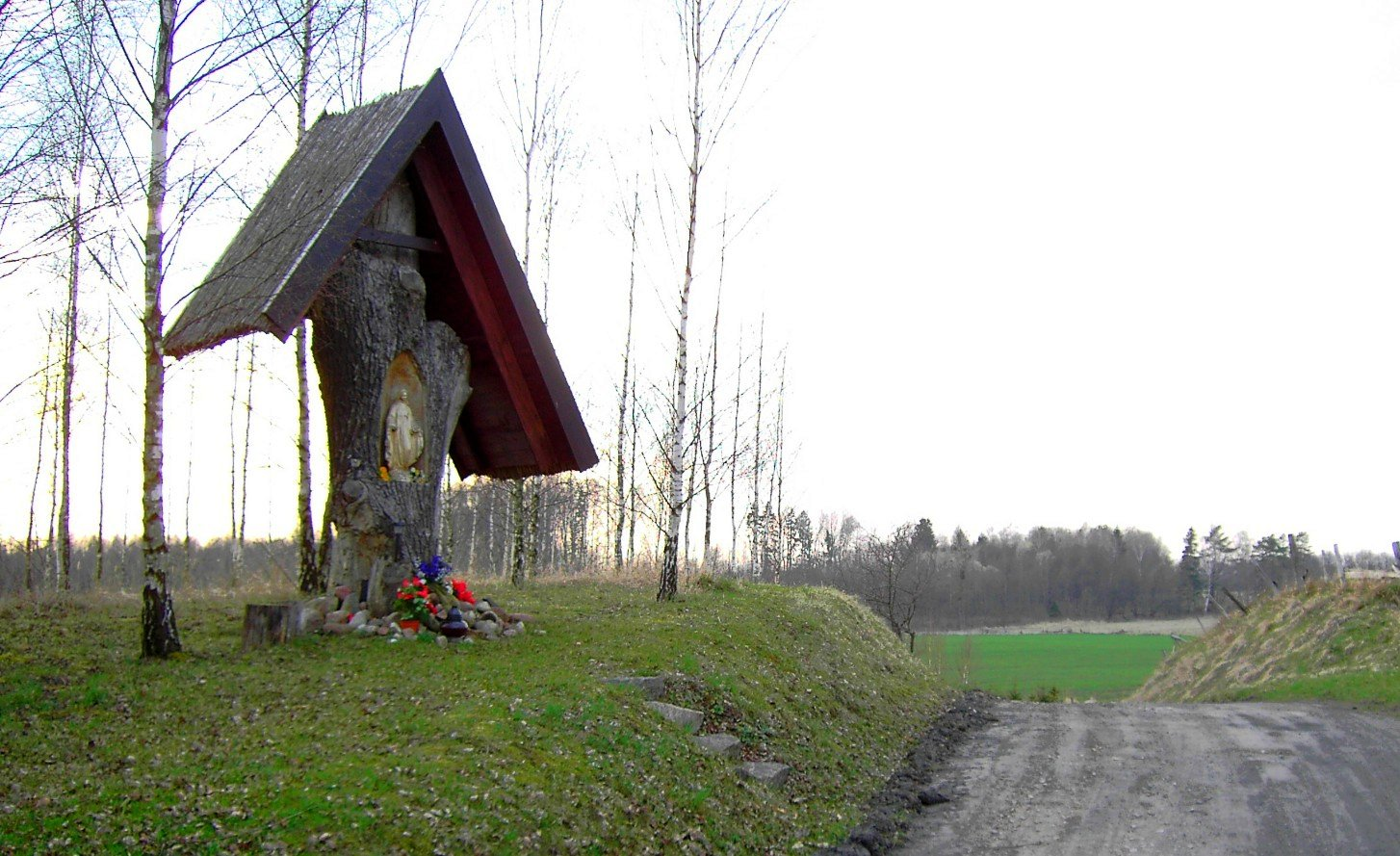
Heiligenhäuschen in Mazurkowo

## Geschichte
Der kleine um 1785 Masichrs und um 1820 Masuhrenhöfchen genannte Ort bestand aus einem kleinen Hof und war bis 1945 ein Wohnplatz in der Gemeinde Klein Bajohren (1938 bis 1945 Kleinblankenfelde, polnisch Bajory Małe) im ostpreußischen Kreis Gerdauen. 1820 wurde es als „cöllmisches Etablissement mit 2 Feuerstellen und 12 Seelen“ erwähnt. Die Zahl der Einwohner stieg bis 1885 auf 29 und belief sich 1905 auf noch 14.
1945 kam Masurhöfchen in Kriegsfolge mit dem gesamten südlichen Ostpreußen zu Polen und erhielt die polnische Namensform „Mazurkowo“. Heute ist der Ort lediglich noch „część wsi Wyskok“ – ein „Teil des Dorfes Wyskok“ (Friedenshof) innerhalb der Landgemeinde Srokowo (Drengfurth) im Powiat Kętrzyński (Kreis Rastenburg), bis 1998 der Woiwodschaft Olsztyn, seither der Woiwodschaft Ermland-Masuren zugehörig.

## Kirche
Masurhöfchen war bis 1945 in das evangelische Kirchspiel Nordenburg (heute russisch Krylowo) in der Kirchenprovinz Ostpreußen der Kirche der Altpreußischen Union sowie in die katholische Kirche Angerburg (polnisch Węgorzewo) im damaligen Bistum Ermland eingepfarrt. Heute gehört Mazurkowo zur katholischen Pfarrei Srokowo im jetzigen Erzbistum Ermland, außerdem zur evangelischen Kirchengemeinde Brzeźnica (Birkenfeld), einer Filialgemeinde der Johanneskirche Kętrzyn in der Diözese Masuren der Evangelisch-Augsburgischen Kirche in Polen.

## Verkehr
Mazurkowo liegt abseits vom Verkehrsgeschehen und ist über eine unwegsame Nebenstraße zu erreichen, die von Wyskok (Friedenshof) nach Marszałki (Marschallsheide) führt. Eine Anbindung an den Bahnverkehr besteht nicht.